# Хофер, Манфред
Манфред Хофер (нем. Manfred Hofer, 15 июня 1935, Дорнбирн, Форарльберг — 14 октября 2024) — австрийский бобслеист. Участник зимних Олимпийских игр 1968 года, серебряный призёр чемпионата Европы 1966 года.

## Биография
Манфред Хофер родился 15 июня 1935 года в австрийском городе Дорнбирн.
В 1966 году завоевал серебряную медаль чемпионата Европы по бобслею и скелетону в Гармиш-Партенкирхене, выступая в соревнованиях двоек вместе с Карлом Пихлером.
В 1968 году вошёл в состав сборной Австрии на зимних Олимпийских играх в Гренобле. В соревнованиях четвёрок вторая команда Австрии, за которую также выступали Ханс Ритцль, Фриц Динкхаузер и Карл Пихлер, заняла 13-е место, показав по сумме двух заездов результат 2 минуты 20,02 секунды и уступив 2,63 секунды завоевавшим золото бобслеистам Италии.